# Los naranjos (Caillebotte)
Los naranjos es una pintura al óleo del impresionista francés Gustave Caillebotte. El lienzo mide 155 x 117 cm. Fue adquirido por Audrey Jones Beck y formaba parte de una colección que estaba prestada a largo plazo al Museo de Bellas Artes de Houston, antes de que la colección fuera donada al museo en 1999. La pintura ahora se exhibe en el edificio del museo que lleva el nombre de Beck.

## Composición
Caillebotte, al igual que otros pintores impresionistas de la época, tenía afinidad por la horticultura y fue uno de los jardineros más ávidos del movimiento. Mientras que muchos de sus contemporáneos preferían escenarios más orgánicos y salvajes, Caillebotte prefería arreglos formales y bien cuidados. Entrenó sus árboles frutales con una poda cuidadosa para fomentar un crecimiento compacto. Los críticos han sugerido que esto puede haber estado en consonancia con su interés por la perspectiva.

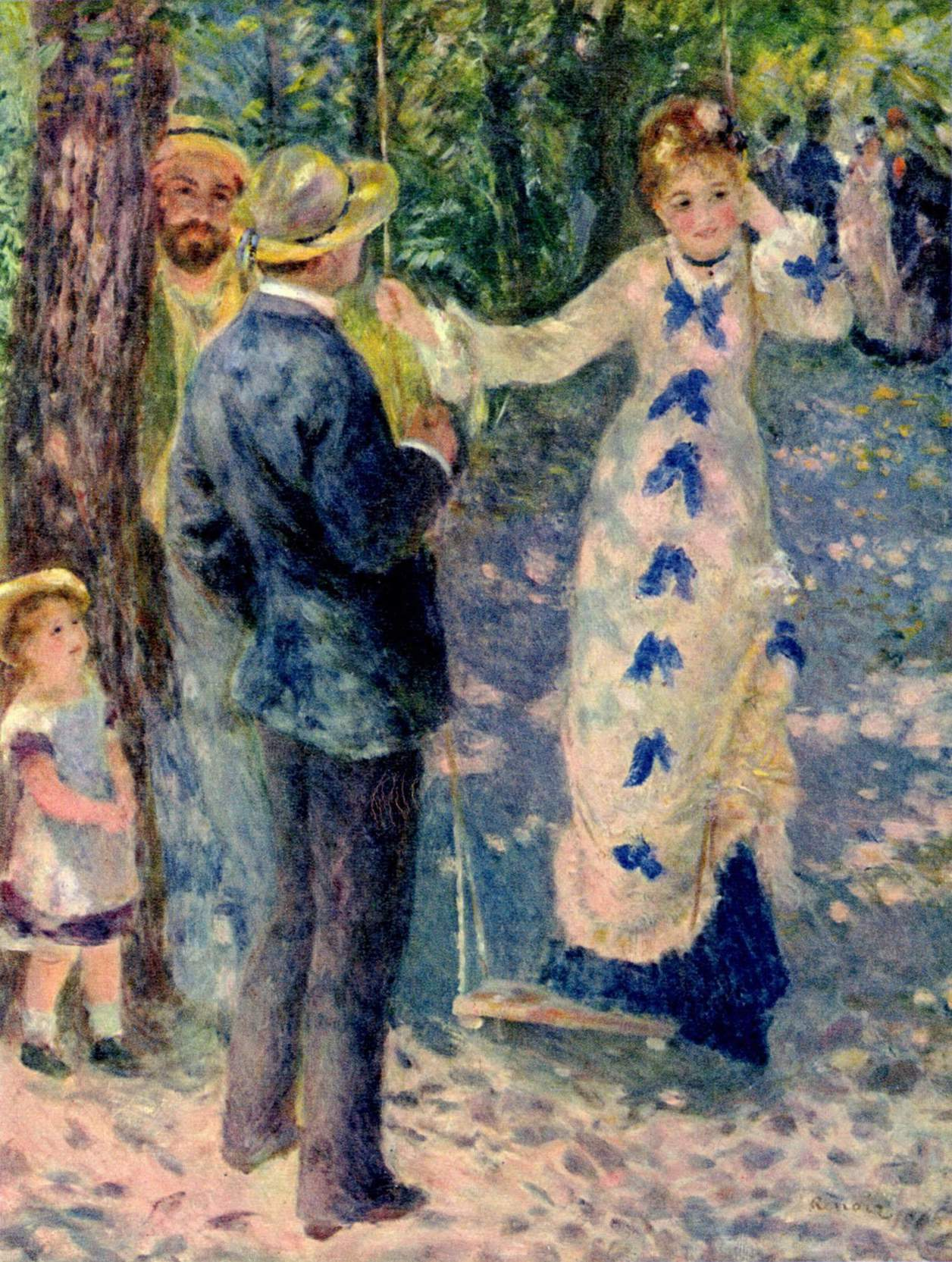
El columpio, de Pierre-Auguste Renoir (1876) muestra un tratamiento moteado de las luces y sombras.

Caillebotte pintó este lienzo en plein air en la finca de la familia en Yerres en 1878. Aunque los pintores impresionistas eran conocidos por su tendencia a pintar al aire libre, grandes lienzos como este eran poco comunes debido a las dificultades para crear una obra tan grande rápidamente, antes de que cambiara la luz. Caillebotte obtuvo uno de esos ejemplos, El desayuno por Claude Monet en marzo de ese año, y es probable que haya influido en este trabajo.
La imagen representa una escena diurna, con el sol alto, en la terraza abierta a los jardines de la mansión. Martial, el hermano de Caillebotte, lee el periódico sentado a la sombra de los naranjos, de espaldas al espectador. Está vestido con un traje claro veraniego y sombrero de paja de la misma manera que el propio Gustave en Remeros en Chatou de Renoir. Su prima, Zoé Caillebotte, está más adelante con un vestido a rayas y botines rojos, parada en una de las tinas grandes de Versalles, entonces de moda como jardineras, que contienen los frutales. Las poses del hombre y la niña sugieren que cada uno está disfrutando la tarde tranquilamente, inmersos en sus pensamientos. Las ligeras sillas de jardín de acero con muelles pintados en primer plano aparecen en otras obras pintadas en Yerres, y se pueden ver en una fotografía contemporánea de la finca. En el fondo, la brillante luz del sol ilumina el césped liso y un macizo de flores circular rodeado por un sinuoso camino de grava, en cuyo borde parece dormir un perro.
Caillebotte emplea un fuerte contraste entre el primer plano sombreado en la parte inferior de la imagen y el fondo brillante a plena luz. Las sombras están pintadas en verdes y morados apagados, mientras que el césped y los macizos de flores son verdes, rojos y blancos brillantes. La fuerte definición entre las áreas de luz solar y sombra es una desviación de la luz moteada que ocurre en escenas al aire libre luminosas similares de los impresionistas Renoir y Monet. El historiador y crítico de arte Kirk Varnedoe sugiere que este contraste contribuye a una sensación de calor por la tarde.

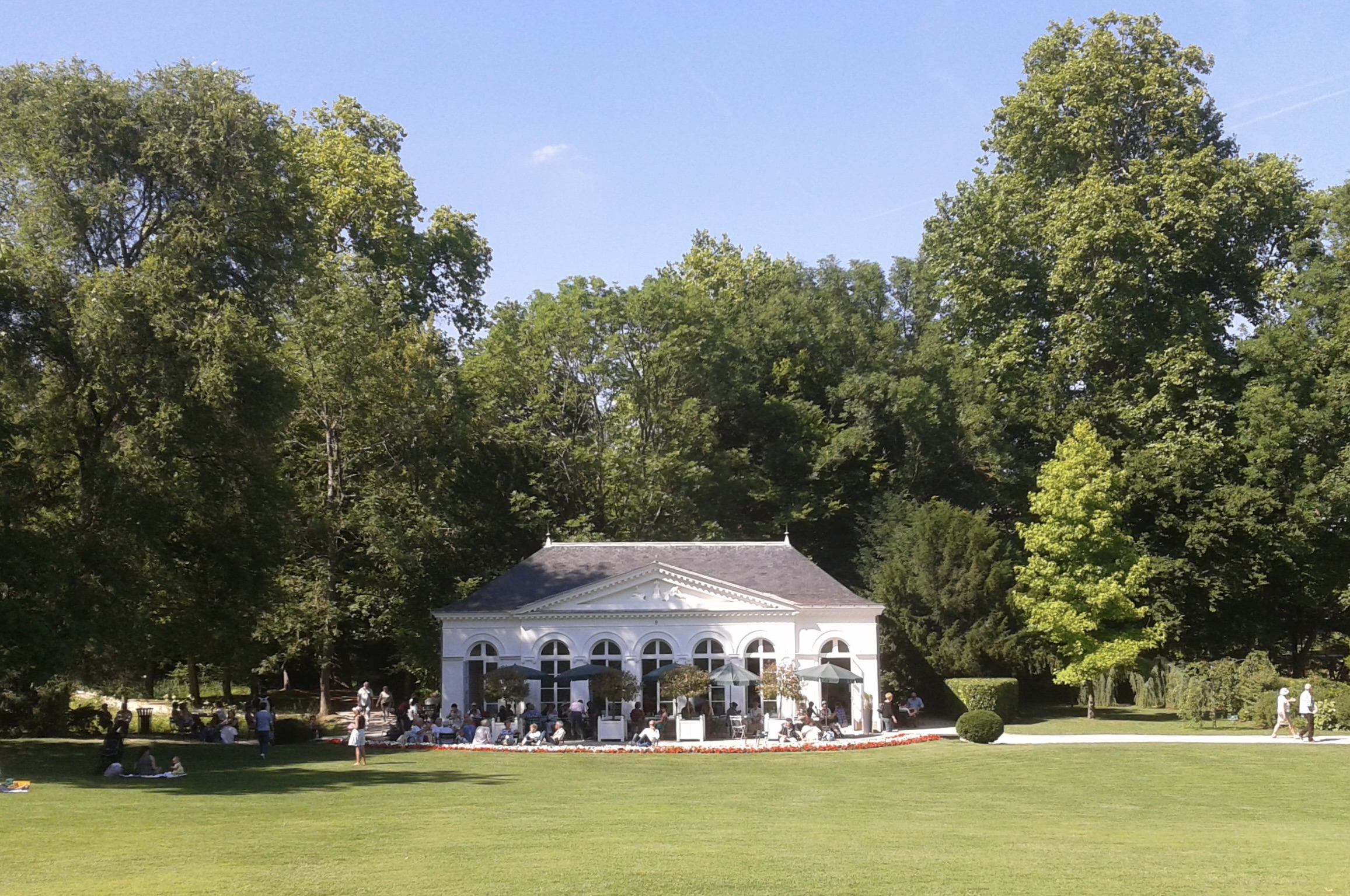
Fotografía del invernadero de la finca Caillebotte en 2014.